# El Nervión
El Nervión, subtitulat «periódico político, mercantil, literario y de interés del país», va ser un diari publicat a la ciutat de Bilbao el 1856. Fundat i editat per Joaquín Barrera i Piedramillera, el seu primer número va aparèixer el 23 de juny de 1856, dirigit per José de Yrigoyen. Relacionat amb la publicació prèvia El Liberal Vizcaíno, en certa manera va ser favorable al bienni progressista i va mantenir posicions en relació als Furs bastant moderades, apostant per una renovació d'aquests. Considerat per Joseba Agirreazkuenaga un diari adscrit al liberalisme progressista, Javier Fernández Sebastián el ha considerat un nexe entre aquest i l'incipient grup demòcrata. El seu últim número va aparèixer el 28 de novembre de 1856. Va existir un altre periòdic amb el mateix títol publicat a Bilbao entre 1891 i 1936.